# Zikanita biocellata
Zikanita biocellata är en skalbaggsart som först beskrevs av Friedrich F. Tippmann 1960.  Zikanita biocellata ingår i släktet Zikanita och familjen långhorningar. Inga underarter finns listade i Catalogue of Life.